# João I de Alexandria
João Talaia ou João Tabenesiota, mais conhecido como João I de Alexandria, foi um Patriarca de Alexandria entre 481 e 482. Um ecônomo, foi consagrado em 481, logo após a morte de Timóteo III Salofaciolo (477–481/482). Devido a seu conflito com o patriarca Acácio de Constantinopla (471–486), não foi reconhecido pelo imperador bizantino Zenão (r. 474–475; 476–491) como patriarca sucessor. Em 482, com a decretação do Henótico pelo imperador e a negação de Talaia em aceitá-lo, acabou sendo expulso de Alexandria e partiu para Roma, onde adquiriu a proteção papal. Tornou-se conselheiro papal e talvez adquiriu o bispado de Nola. Morreu em Roma em data desconhecida.

## Biografia

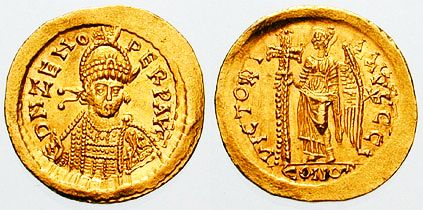
Soldo de Zenão (r. 474–475; 476–491)

A primeira menção a João Talaia ocorre quando ocupou o posto de presbítero no Mosteiro dos Tabenesianos em Canopo, próximo de Alexandria; daí que advém seu nome "Tabenesiota". Durante o primeiro mandato de Timóteo III Salofaciolo como patriarca de Alexandria (460–475), ele serviu como ecônomo da diocese. Tempos depois, durante o segundo mandato de Timóteo III (477–482), foi enviado com Genádio de Hermópolis como legado para o imperador Zenão (r. 474–475; 476–491) para agradecê-lo pela restauração de Salofaciolo. À época, o imperador estava em bons termos com Talaia. Eles discutiram acerca da sucessão patriarcal, e o imperador entregou-lhe um édito sobre o assunto. Nesta ocasião, os rivais de Talaia disseram que ele era vil e ambicioso, que gastava grandes somas de dinheiro subornando cortesões e que comportava-se como se já fosse patriarca. Além disso, entrou em conflito com o patriarca Acácio de Constantinopla (471–486), que tornou-se seu inimigo implacável.

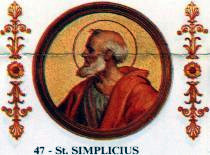
Papa Simplício

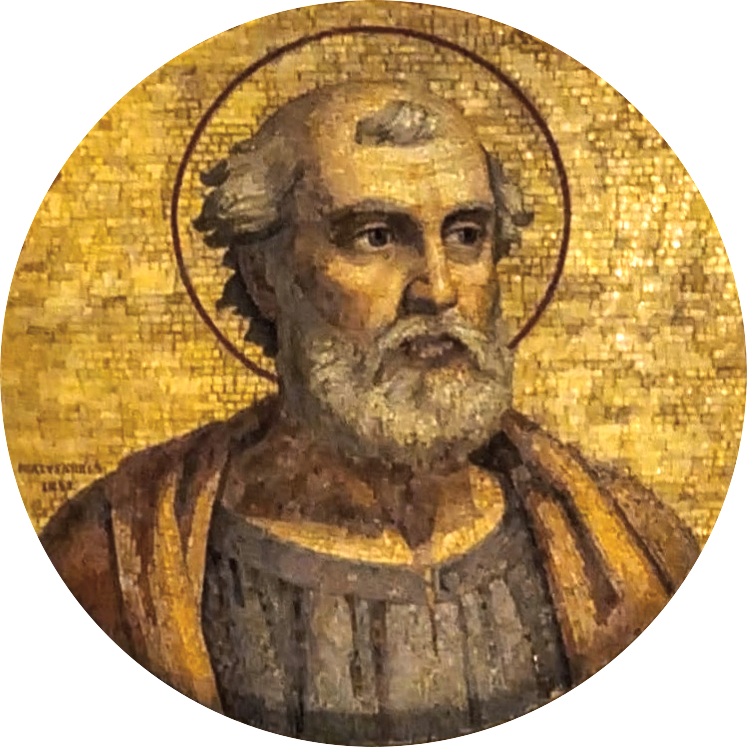
Papa Gelásio I

Quando retornou para o Egito, Talaia tornou-se um grande pregador em Alexandria. Pouco antes de sua morte, Timóteo III novamente enviou João Talaia para Constantinopla com uma petição de que quando Timóteo morresse, ele poderia ser um sucessor calcedoniano do católico. Mais uma vez, Talaia gozou do favor imperial e aproveitou de sua viagem para fazer amizades entre os cortesões, principalmente com Illo, um auto oficial da capital. Logo após a morte de Timóteo, João Talaia foi escolhido para sucedê-lo. Ele anunciou sua sucessão para Roma e Antioquia, como o costume, porém não anunciou para Constantinopla, preferindo, em vez disso, enviar uma carta para Illo pedindo-lhe que informasse o imperador. Como naquela época Illo estava em Antioquia, as notícias chegaram primeiro ao povo, o que foi considerado uma afronta por Zenão.
Aproveitando-se dessa situação, Acácio persuadiu o imperador de que Talaia quebrou seu juramento de aceitar a eleição e aconselhou seu clero a restaurar o nome do grande campeão monofisista, Dióscoro (444–454), nos dípticos deles. Influenciado por Acácio, Zenão recusou-se a reconhecer Talaia e apoio seu rival, o candidato monofisista Pedro Mongo (477–490), que desde 477 era reconhecido pelos coptas. A situação agravou-se após a decretação do Henótico, que tinha como finalidade a conciliação dos monofisistas. Pedro Mongo aceitou-o, enquanto Talaia o rejeitou.
Zenão escreveu ao papa Simplício (463–483) dizendo que Talaia era injusto para a sé de Alexandria, bem como um perjuro e amigo de Dióscoro, e que Mongo era o homem certo para o patriarcado. Como resultado, Simplício recusou-se a reconhecer Talaia, porém igualmente recusou-se a admitir Mongo como patriarca. De qualquer modo, o imperador ordenou que o duque do Egito Apolônio e o prefeito augustal Pergâmio, que estava para velejar para Alexandria, removessem João Talaia do trono patriarcal e o substituíssem por Pedro Mongo. Além disso, obrigou Talaia por uma promessa solene a não procurar ou (como parece) aceitar a patriarcado.

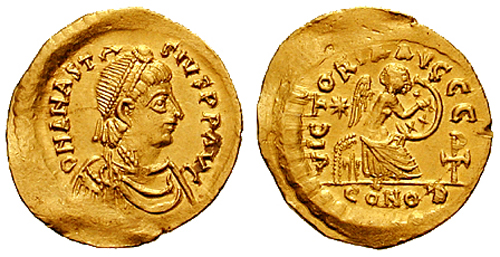
Semisse de r.

Talaia foi expulso de Alexandria e fugiu, primeiro para Antioquia, e depois para Roma, em 483. Lá, persuadiu Simplício a escrever duas cartas para Acácio denunciando Mongo. O sucessor de Simplício, Félix III (II) (483–492), expôs a causa de João Talaia com zelo e enviou os bispos Vital e Miseno para Constantinopla com cartas para Zenão e Acácio, exigindo que Acácio enviasse uma resposta sobre as acusações proferidas por Talaia e que Mongo fosse removido e João restaurado. Residiu em Roma sob a proteção papal, ajudando a corte com seu conselho e conhecimento dos assuntos orientais.
Em 491, ano da morte de Zenão e a ascensão de Anastácio I Dicoro (r. 491–518), Talaia voltou para Constantinopla para suplicar sua restauração. Ao saber de sua chegada, Anastácio I ordenou que fosse exilado, e João retornou para Roma. Sob o papa Gelásio I (492–496), o nome de Talaia ainda é citado como um conselheiro cujo conselho o papa de bom grado seguiu. Ele recebeu o controle do bispado de Nola e durante seu bispado enviou uma apologia a Gelásio, na qual anatematizou a heresia pelagiana, Pelágio, Celéstio e Juliano de Eclano. Nunca pode retornar para sua sé e morreu em Roma ou em Nola em data desconhecida.